# Temelucha anomala
Temelucha anomala là một loài tò vò trong họ Ichneumonidae.